# Asturodes fimbriauralis
Asturodes fimbriauralis är en fjärilsart som beskrevs av Achille Guenée 1854. Asturodes fimbriauralis ingår i släktet Asturodes och familjen Crambidae. Inga underarter finns listade i Catalogue of Life.